# Episodi di Knokke Off (seconda stagione)
La seconda stagione della serie televisiva Knokke Off, composta da 8 episodi, è trasmessa in Belgio dal 6 dicembre 2024 al 24 gennaio 2025 ed è pubblicata in Italia su Netflix il 21 marzo 2025.
| nº | Titolo originale           | Titolo italiano        | Data di uscita in Belgio (VRT MAX) | Pubblicazione | Durata  |
| -- | -------------------------- | ---------------------- | ---------------------------------- | ------------- | ------- |
| 1  | Welkom terug, klootzak     | Bentornato, stronzo    | 6 dicembre 2024                    | 21 marzo 2025 | 32 min. |
| 2  | Ik word geleefd            | Io vengo vissuto       | 13 dicembre 2024                   | 21 marzo 2025 | 34 min. |
| 3  | Bipolar bear               | Orso bipolare          | 20 dicembre 2024                   | 21 marzo 2025 | 29 min. |
| 4  | 't is niet wat ge denkt    | Non è quello che pensi | 27 dicembre 2024                   | 21 marzo 2025 | 34 min. |
| 5  | Dubbel gemengd             | Doppio misto           | 3 gennaio 2025                     | 21 marzo 2025 | 35 min. |
| 6  | We zijn allemaal fucked up | Siamo tutti fottuti    | 10 gennaio 2025                    | 21 marzo 2025 | 32 min. |
| 7  | Knokke boy                 | TBA                    | 17 gennaio 2025                    | 21 marzo 2025 | 33 min. |
| 8  | Het ligt niet aan ons      | TBA                    | 24 gennaio 2025                    | 21 marzo 2025 | 33 min. |